# Godefroy Cavaignac (homme politique)
Pour les articles homonymes, voir Cavaignac.
Ne doit pas être confondu avec Godefroi Cavaignac.
Jacques Marie Eugène Godefroy Cavaignac, né à Paris le 21 mai 1853 et mort dans son château d'Ourne à Flée le 24 septembre 1905, est un homme politique français, plusieurs fois ministre sous la IIIe République.

## Biographie

### De l'armée à la politique
Fils du général Cavaignac, il fait ses études au lycée Charlemagne à Paris. À l'âge de 17 ans, il est engagé volontaire dans la guerre de 1870, pendant laquelle il obtient la médaille militaire. Admis à l'École polytechnique en 1872, il en sort parmi les premiers et devient ingénieur des ponts et chaussées. Licencié en droit, il est nommé ensuite maître des requêtes au Conseil d'État.
Élu député de la Sarthe en 1882 sous l'étiquette républicaine, il est nommé sous-secrétaire d'État à la Guerre du premier gouvernement Brisson en 1885. Il se prononce en faveur de l'expédition du Tonkin pendant la guerre franco-chinoise et vote pour les poursuites contre le général Boulanger.

### Cavaignac et l'affaire Dreyfus
Le nom de Jacques Godefroy Cavaignac reste attaché à l'Affaire Dreyfus. Nommé ministre de la guerre dans le gouvernement Henri Brisson (2), il s'oppose à la révision du procès et se range dans le camp antidreyfusard, défendant les valeurs de l'armée. C'est à son propos que Zola prononce ces mots : « Les Cavaignac se suivent mais ne se ressemblent guère. »
Le 7 juillet 1898, Cavaignac lit à la Chambre des députés une lettre qu'aurait interceptée le colonel Henry, adressée par l'attaché militaire italien Alessandro Panizzardi au diplomate allemand von Schwartzkoppen, et qui est censée prouver incontestablement la culpabilité de Dreyfus. Mais son officier d'ordonnance, le commandant Louis Cuignet, découvre rapidement que ce document est un faux grossier.
Cavaignac convoque alors, le 30 août 1898, le colonel Henry qui lui avoue avoir « voulu arranger les choses » en fabriquant ce qui devient le fameux « faux Henry ». Après le suicide du colonel, le scandale se poursuit. Le chef du gouvernement Henri Brisson accepte la demande de révision du procès Dreyfus. Opposé à cette initiative, Cavaignac démissionne le 3 septembre. Il est remplacé par deux autres généraux qui démissionnent à leur tour, entraînant la chute du gouvernement Brisson. 
Malgré cet épisode, Cavaignac, bien que non-candidat, obtient 23 voix de parlementaires à l’élection présidentielle de 1899.
Figure emblématique du nationalisme de droite à la fin du XIXe siècle, Cavaignac est également un membre important de la Ligue de la patrie française, un proche de l'Action française et le président du groupe parlementaire des Républicains nationalistes.

### Famille et vie privée
Il est le père de quatre enfants dont Henriette Dardenne, l'historien Eugène Cavaignac (1876-1969), et Antoinette Cavaignac qui épouse le général Charles Mangin.
Il est inhumé au cimetière de Montmartre à Paris.

## Détail des mandats et fonctions

### Au gouvernement
- Sous-secrétaire d'État à la Guerre du 18 avril 1885 au 7 janvier 1886 dans le gouvernement Henri Brisson (1)
- Ministre de la Marine du 27 février au 8 mars 1892 dans le gouvernement Émile Loubet
- Ministre de la Marine et des Colonies du 8 mars au 12 juillet 1892 dans le gouvernement Émile Loubet
- Ministre de la Guerre du 1er novembre 1895 au 29 avril 1896 dans le gouvernement Léon Bourgeois
- Ministre de la Guerre du 28 juin 1898 au 5 septembre 1898 dans le gouvernement Henri Brisson (2)

### À la Chambre des députés
- Député de l'arrondissement de Saint-Calais dans la Sarthe du 26 février 1882 au 24 septembre 1905 au sein de l'Union républicaine et de l'Union démocratique, dans le groupe agricole puis dans le groupe des républicains de gouvernement puis en 1902 dans le groupe républicain nationaliste.
  - Secrétaire de la Chambre

### Au niveau local
- Maire de Flée (septembre 1881 - 24 septembre 1905)
- Conseiller général de la Sarthe du canton de La Chartre-sur-le-Loir (1886 - 1904)
  - Président de l'Assemblée départementale en 1892

## Publications
- Note sur les rapports de l'État avec les compagnies de chemins de fer en Angleterre, Paris : Dunod, 1879
- La Commission des Chemins de fer en Angleterre deuxième article, Paris : Dunod, 1880
- L'État et les Tarifs de chemins de fer, Paris : Gauthier-Villars, 1882
- L'État social en Prusse jusqu'à l'avènement de Frédéric-Guillaume III, 1797, Paris, 1890
- La Formation de la Prusse contemporaine 1, Les origines, le Ministère de Stein (1806-1808), G. Cavaignac, Paris : Hachette, 1891
- La Formation de la Prusse contemporaine, 2e ed., Paris : Hachette, 1891-1898
- Le Ministère Altenstein-Dohne et la rentrée de Hardenberg (1809-1810), Paris, 1894
- Pour l'impôt progressif, Paris : A. Colin, 1895
- La Campagne nationaliste (1900-1902), conférences de Jules Lemaître et Godefroy Cavaignac en province, Paris : L. Michaud, 1902
- Deux Discours-programmes de M. Jules Lemaître et de M. Godefroy Cavaignac, Paris : La Patrie française